# واکنش مک‌کورمک
واکنش مک‌کورمک (به انگلیسی: McCormack reaction) روشی برای سنتز ترکیبات آلی فسفردار است. در این واکنش یک ۳٬۱-دی‌ان و یک منبع از R2P+ با یکدیگر واکنش داده و کاتیون فسفولنیم را تشکیل می‌دهد. این واکنش به نام دبلیو. بی. مک‌کورمک، شیمی‌دان محقق در شرکت دوپونت نامگذاری شده‌است.
تصویر زیر واکنش دی‌کلروفنیل‌فسفین و ایزوپرن را نشان می‌دهد:
واکنش از طریق یک فرایند پری‌سیکلیک-[۲+۴] پیش می‌رود. مشتقات حاصله را می‌توان آبکافت کرده و فسفین اکسید تولید کرد. همچنین هیدروهالوژن‌زدایی محصولات نیز فسفول ایجاد می‌کند.